# Orkan Balkan
Orkan Balkan (* 12. März 1987 in München) ist ein ehemaliger türkischer Fußballspieler, der auch die deutsche Staatsangehörigkeit besitzt.  

## Leben
Der Mittelfeldspieler, der auch als rechter Außenverteidiger eingesetzt wird, spielte in seiner Jugend für den TSV Forstenried, den TSV 1860 München und dann ab 2003 für die SpVgg Unterhaching.
Nachdem er zunächst Leistungsträger der zweiten Mannschaft war, wurde er von Trainer Werner Lorant am 31. Spieltag der Saison 2006/07 erstmals in der 2. Bundesliga eingesetzt. Nach dem Abstieg der SpVgg in die Regionalliga Süd gehörte er fest zum Kader der ersten Mannschaft. 
Sein erstes Profi-Tor erzielte Balkan am zweiten Spieltag der Saison 2009/10 gegen die zweite Mannschaft des FC Bayern München. Nach der Spielzeit 2010/11 wurde sein Vertrag bei Unterhaching nicht verlängert.
Am 22. August 2011 gab der türkische Erstligist Orduspor die Verpflichtung Balkans für drei Jahre bekannt. Nach einer Saison verließ er diesen Verein und wechselte zum türkischen Drittligisten Çankırıspor. Von Sommer 2014 bis Juni 2015 gehörte er dem Bayernligisten SV Pullach an.